# Rayssa Leal
Jhulia Rayssa Mendes Leal (Imperatriz, 4 januari 2008) is een Braziliaans skateboardster. Ze won in 2021 op de uitgestelde Olympische Zomerspelen in Tokio zilver op het onderdeel street voor vrouwen. Leal is tevens een van de jongste olympische medaillewinnaars ooit.

## Biografie
Ze begon op zesjarige leeftijd met skateboarden, nadat ze een skateboard kreeg voor haar zesde verjaardag. Een jaar later trok ze online de aandacht, toen een video werd verspreid waarin ze - gekleed in een tutu - trucs op haar skateboard liet zien. Skateboarder Tony Hawk deelde de video via zijn sociale media.
In 2019 werd ze derde bij het Street League Skateboarding kampioenschap in Londen, eerste bij hetzelfde kampioenschap in Los Angeles en vierde bij haar debuut op de X Games. Als jongste Braziliaanse sporter ooit deed ze in 2021 mee aan de uitgestelde Olympische Zomerspelen in Tokio. Hier won ze de zilveren medaille op het onderdeel street bij de vrouwen. Met haar 13 jaar was ze daarmee tevens een van de jongste olympische medaillewinnaars ooit.
Ze won twee keer zilver (2019, 2021) en een keer brons (uitgestelde editie van 2020) op de wereldkampioenschappen. Leal won in 2022 goud op de X Games.